# Thala manolae
Thala manolae is een slakkensoort uit de familie van de Costellariidae. De wetenschappelijke naam van de soort is voor het eerst geldig gepubliceerd in 2007 door Turner, Gori & Salisbury.